# 张琦 (配音员)
张琦（1990年10月18日—），女，中國大陸配音員、配音導演及話劇演員，今屬上海电影译制厂、V-Clab聲音实验室及上海捕鼠器戏剧工作室。

## 生平
張琦1990年代出生於中華人民共和國河南省，由於河南省高考難度較高，所以高三時選擇艺考。之後考入同济大学电影学院（今同济大学艺术与传媒学院）的表演系（影視配音方向），畢業後就職上海电影译制厂，同時也有參加上海的話劇表演。張琦在大學時就參加配音工作，第一個演出的遊戲角色是《英雄联盟》的辛德拉，除了遊戲配音外，張琦還參加譯製片、電視劇、動畫的配音工作。出道初期被老師認為聲線辨識度不足，工作多年後才有自己的風格。

## 演出作品

### 話劇
- 《仙剑奇侠传》[5]
- 《女人一定要有钱吗》[5]
- 《脱轨24 小时》[5]
- 《无人生还》饰维拉·克雷索伦[7]

### 配音角色
| 演出年份 | 作品名稱         | 角色名稱               | 備註        |
| -------- | ---------------- | ---------------------- | ----------- |
| 2012年   | 《英雄联盟》     | 辛德拉、莫甘娜、伊芙琳 | [ 6 ]       |
| 2014年   | 《新美女與野獸》 | 贝儿                   | [ 2 ] [ 8 ] |
| 2014年   | 《最终幻想14》   | 阿莉塞                 | [ 6 ]       |
| 2018年   | 《守望先锋》     | 布里吉塔               | [ 5 ]       |
| 2018年   | 《斗罗大陆》     | 唐三（幼年）           | [ 5 ]       |
| 2019年   | 《明日方舟》     | 斯卡蒂、白金           | [ 6 ]       |
| 2020年   | 《赛博朋克2077》 | V（女）                | [ 9 ]       |
| 2022年   | 《原神》         | 坎蒂絲                 | [ 6 ]       |
| 2023年   | 《异梦迷城》     | 雾里看花               | [ 4 ]       |
| 2023年   | 《原子之心》     | 诺拉                   | [ 6 ]       |
| 2024年   | 《鳴潮》         | 弗洛洛                 |             |

## 外部連結
- 张琦的新浪微博
- 张琦的哔哩哔哩个人空间